# Agent 47
47 eller Agent 47 är huvudpersonen i IO Interactives spelserie Hitman. Han är flintskallig och har en streckkod tatuerad i nacken (640509-040147). De sista två siffrorna är 47, och därifrån har han fått sitt namn. Agent 47:s röst görs av
David Bateson.

## Bakgrund
Agent 47 är en yrkesmördare som jobbar för International Contract Agency som betalar honom för att likvidera maffia-ledare, terrorister och andra brottsorganisationer, han kan också vid olika tillfällen använda förklädnad för att lättare kunna eliminera sina mål. Under uppdragen har han olika namn för att bl.a. boka in på hotell och träffa kontakter som Tobias Rieper, en referens till Grim Reaper (Liemannen), Mr. Metzger (tyska ordet för slaktare), Flech Fisher, Mr. Julio, Mr. Byrd, Mr. Johnson, Jacob Leiter och Dr. Cropes (ett anagram för lik).

### Hitman: Codename 47
47s liv börjar i Hitman: Codename 47 där han i början av spelet vaknar i ett rum på ett mentalsjukhus i Rumänien och följer order från en röst som säger vad han ska göra för att komma därifrån. När han ska begå ett mord på mentalsjukhuset som han kom ifrån väntar en polispatrull och agent 47 måste fly och hittar en hemlig ingång, den leder tillbaka där han flydde ifrån och får åter igen höra den där rösten igen. Det visades sedan att han är en klon och får möta en armé av honom men 47 lyckas döda dem och mannen med rösten, han sägs vara en av de ansvariga att klona människor och heter Dr. Otto Wolfgang Ort-Meyer.

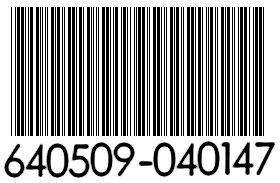
47:s streckkod som bygger på bilder från Dr. Ort-Meyers journal.

### Hitman 2: Silent Assassin
Agent 47s liv fortsätter i Hitman 2: Silent Assassin och ett stillsamt liv på ett kloster i Sicilien tills en dag då Fader Vittorio blir kidnappad av maffian. 47 får ett brev där maffia-bossen kräver pengar för att släppa Fader Vittorio, agent 47 som tidigare tjänat pengar som lönnmördare hade skänkt allt till välgörenhet, tvingas ta kontakt med sina tidigare arbetsgivare (ICA) för att rädda prästen.

### Hitman: Contracts
I Hitman: Contracts blir agent 47 skjuten av en polisman efter ha utfört ett uppdrag i Paris och befinner i ett rum på ett hotell. Spelet utspelas i Flashbacks från tidigare uppdrag, de flesta från Hitman: Codename 47. När 47 väl kvicknat till är gömstället omringat av den franska polisen. Han tar sig ut och dödar polismannen, som tycks veta vem 47 är och smiter sedan därifrån.

### Hitman: Blood Money
I Hitman: Blood Money fortsätter 47 sin karriär som utspelas mestadels i USA. Men nu är någon honom på spåren. Uppdragen utspelas även här i Flashbacks under en diskussion mellan före detta FBI-chefen Leland "Jack" Alexander Canye och en reporter. Jack berättar för denne om hur de har jagat Agent 47 under flera år, men att de till sist har fångat honom. Under uppdragen som utspelar sig från några år tillbaka till nutid hotas The Agency av en okänd grupp som dödar allt fler agenter. Till sist är det bara 47 och hans kontaktperson, Diana, kvar. Hon meddelar honom att hon då stänger ner The Agency.
Strax därefter omringas 47s gömställe av en SWAT-styrka. Plötsligt dyker Diana upp och säger att hon har en plan för hur de ska ta sig ut och ger 47 en folder. Medan han tittar igenom den injicerar Diana något i honom med en spruta. 47 faller ihop och muttrar "Bitch", vilket är hittills enda gången 47 yttrar en svordom.
I en filmsekvens får man se Jack gratulera Diana till att ha dödat 47 och sedan välkomnar henne till hans organisation. 
Handlingen flyttas till nutid där Jack och reportern kommit fram till ett avskilt kapell där 47 ligger i vit kostym på lit-de-parade. Diana är också där, tillsammans med alla personer som Agent 47 dödat tidigare i spelet. Hon placerar 47s Silverballers på hans bröst och efter att ha applicerat läppstift på sina läppar, kysser hon honom och går sedan därifrån. Eftertexten börjar rulla, men livmätaren börjar att flimmra. 47 vaknar upp igen och dödar alla på platsen, inklusive Jack, reportern och en präst.
En filmsekvens visar Diana i ett kontor när hon pratar med någon hon kallar "Ers majestät" och berättar att the Agency är igång igen, men att de inte kan hitta Agent 47.

### Hitman: Absolution
Handlingen i Hitman: Absolution skiljer sig väsentligt från tidigare titlar i serien då Agent 47 varit anlitad av en internationell organisation som tar emot beställningar och utför mord baserat på kontrakt (därav tidigare speltitlar såsom Hitman: Contracts), i denna femte del av serien så är agent 47 nu ute efter hämnd på denna organisation, då hans arbetsgivare i slutet av föregående spel (Hitman: Blood Money) övergav och förrådde honom.
Precis som i föregående spel så spelar man som agent 47, en lönnmördare som dödar för pengar. De primära målen som agent 47 tar emot kontrakt på har i tidigare spel i princip alltid någon som själv beter sig moraliskt förkastligt, hans offer kan vara allt från professionella kidnappare till maffia-bossar. Dock så finns det oftast oskyldiga med på banorna, och dessa kan agent 47 också döda, oftast utan större bestraffningar (förutom en sämre rankning vid banans slutförande).

## Filmer

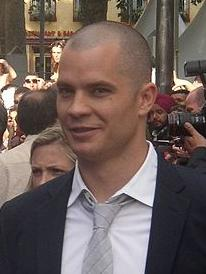
Timothy Olyphant spelar Agent 47 i filmversionen Hitman.

I filmen Hitman från 2007 spelas Agent 47 av Timothy Olyphant. Hans bakgrund har ändrats avsevärt från TV-spelen, organisationen som 47 jobbar för (ändrat till International Contract Organisation) använder och tränar föräldralösa barn och föraktas, som anses "umbärliga" till professionella lönnmördare. 47:s personlighet överstämmer i stort sett med spel som han visar samma vilja att döda oskyldiga när det är nödvändigt, men han visar också medkänsla i sitt skydd av en kvinna som heter Nika (spelad av Olga Kurylenko).
I reboot-filmen var det tänkt att Paul Walker skulle spela Agent 47 men som senare avled i en bilolycka. Senare meddelades en diskussion att Rupert Friend ville ersätta Walker. Friend spelade rollen i filmen Hitman: Agent 47.

## Vapen
Följande vapen förekommer ofta i de flesta uppdragen med agent 47:
- Fibertråd att strypas med.
- Automatgevär som man kan modifiera med till exempel ljuddämpare, större magasin, lasersikte med mera - M4 Karbin och Mp5.
- Pistol med ljuddämpare, kan modifieras - AMT Hardballer Longslide.
- Prickskyttegevär kan modifieras - W2000.
- Spruta som söver ner personer eller dödar med gift.